# Wilhelm Pökel
Wilhelm Pökel (* 9. Oktober 1819 in Pasewalk; † 24. Februar 1897 in Prenzlau) war ein deutscher Klassischer Philologe und Gymnasiallehrer. Er ist Verfasser des Philologischen Schriftstellerlexikons (1882), eines zentralen Nachschlagewerks für die Geschichte der Klassischen Philologie.

## Leben und Werk
Wilhelm Pökel war der Sohn des Gymnasiallehrers Wilhelm Christian Pökel (1791–1840) und der Enkel des Lehrers und Pfarrers Christian Friedrich Pökel (1758–1804). Schon sein Vater und Großvater hatten als Lehrer in der Uckermark gelebt. Der Vater wirkte ab 1820 als Schulinspektor und Prediger in Stargard, wo Wilhelm Pökel aufwuchs und das Gymnasium besuchte. Nach der Reifeprüfung (22. September 1837) bezog er zum Wintersemester 1837/38 die Berliner Universität und studierte Klassische Philologie. Am 23. Oktober 1841 legte er die Lehramtsprüfung in den Fächern Griechisch, Latein, philosophische Propädeutik, Mathematik, Religion, Geschichte und Geografie ab.
Nach dem Studium absolvierte Pökel das Probejahr am Gymnasium zu Stargard. Daneben bemühte er sich um die Promotion an der Universität Tübingen, zu der er eine lateinisch geschriebene Dissertation über das Leben des Tragikers Euripides einreichte. Mit dieser Schrift, die ungedruckt blieb, wurde Pökel am 14. März 1843 in absentia zum Dr. phil. promoviert.
Nach dem Probejahr wurde Pökel als wissenschaftlicher Hilfslehrer am Gymnasium zu Stargard angestellt. Im Herbst 1847 wechselte er in derselben Position nach Prenzlau, wo er 1853 zum Collaborator und 1877 zum Oberlehrer ernannt wurde. Zum 1. April 1884 trat er in den Ruhestand.
Neben dem Unterricht hat Pökel verhältnismäßig wenige wissenschaftliche Arbeiten veröffentlicht. Sein Hauptwerk ist das Philologische Schriftstellerlexikon (1882), in dem er die Schriften von etwa 3000 Philologen der Neuzeit verzeichnet und das nach Aussage des Verfassers „die Arbeit eines halben Menschenalters“ enthalte. Im Ruhestand veröffentlichte Pökel einige kürzere erklärende Beiträge zu Aristophanes und der Odyssee.
Verdient gemacht hat sich Pökel auch um die Werke seines Schwiegervaters, des Philologen Karl Wilhelm Krüger (1796–1874). Pökel gab nach dessen Tod Krügers Lehrbücher und Schulausgaben in überarbeiteter Fassung heraus und veröffentlichte eine Biografie seines Schwiegervaters.

## Schriften
- Philologisches Schriftsteller-Lexikon. Krüger, Leipzig 1882 (Digitalisat), Nachdrucke 1966 und 1974.